# Handelingen (genre)

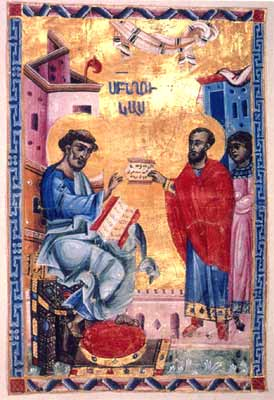
Sint Lucas de Evangelist door Toros Roslin

Handelingen is een literair genre dat populair was in het vroege christendom, waarin het leven en de daden van de apostelen van Jezus werden verteld. De handelingen (Latijn: Acta, Grieks: Πράξεις Práxeis) zijn belangrijk om verschillende redenen, onder meer vanwege het concept van de apostolische successie. Ze leveren ook enig inzicht in de waardering van "missionaire activiteiten onder uitheemse volkeren," omdat sommigen gewag maken van missiewerk, onder andere bij de zogeheten Cynocefalen.

## Voorbeelden

### De canoniekeHandelingen van de Apostelen
Slechts een werk uit dit genre is opgenomen in de canon van het Nieuwe Testament, namelijk de Handelingen van de Apostelen of simpelweg Handelingen, dat zich primair bezighoudt met de activiteiten van Petrus, Johannes en Paulus, die zich in hoofdstuk 9 tot het christendom bekeert en het hoofdpersonage wordt.:3:05 Er wordt verondersteld dat dit boek het tweede deel is van een tweedelig werk, met het Evangelie volgens Lucas als eerste deel. Beide boeken zijn gericht aan Theofilus en hebben een vergelijkbare stijl, waardoor vrijwel alle onderzoekers vermoeden dat het geschreven is door dezelfde auteur.
Het boek verhaalt hoe de verrezen Jezus de apostelen tot zijn getuigen maakt en hen instrueert alle volkeren te bekeren tot 'aan de uiteinden van de aarde' (Handelingen 1:8).:2:01 Door de Heilige Geest gaf God de apostelen bijzondere krachten voor hun evangelisatiewerk, met het vermogen om wonderen te verrichten zoals het genezen van zieken, het uitdrijven van demonen en het tot leven wekken van de doden, terwijl zij Jezus' goede nieuws verspreidden. Problemen zoals anti-christelijke vervolgingen, en conflicten over of bekeerlingen eerst Joods dienen te worden alvorens ze christenen kunnen zijn, worden overwonnen.:3:45
De Handelingen van de Apostelen is waarschijnlijk geschreven rond het jaar 80 of 85. Het is niet zozeer geïnteresseerd in historische betrouwbaarheid als wel het bevorderen van een bepaalde theologie vanuit een specifiek religieus standpunt.:5:16

### Niet-canonieke handelingen
Alle andere boeken met een dergelijke titel of narratief zijn niet in de Bijbel opgenomen en behoren tot de apocriefen van het Nieuwe Testament. Deze handelingen-narratieven zijn latere, legendarische verslagen geschreven in de 2e en 3e eeuw over de vroege apostelen. De boeken beweren normaal gesproken niet dat ze zijn geschreven door apostelen, maar zijn anoniem, en worden derhalve niet beschouwd als pseudepigrafen en vervalsingen. In tegenstelling tot het canonieke boek Handelingen hebben ze de neiging om te focussen op de avonturen van individuele apostelen.:5:53
Als genre gaan de apocriefe handelingen vaak over "reizen, gevaren, controverses, verlossingen, gedwarsboomde seksuele intriges, wonderlijke demonstraties van Gods krachten" in een episodisch narratief. Ze vertonen enkele overeenkomsten met de vijf overgeleverde Oud-Griekse romans (waaronder Daphnis en Chloë) en de twee overgeleverde antiek-Romeinse romans in het Latijn (De Gouden Ezel en de Satyricon). Het overkoepelende thema in deze populaire heidense romans is dat heteroseksuele liefde binnen het huwelijk de basis is voor sociale vrede en welvaart. Het algemene plot is dat een man en een vrouw uit de hogere klassen verliefd op elkaar worden, maar tragisch van elkaar worden gescheiden voordat ze hun seksuele liefde kunnen consummeren; ze overwinnen allerlei ellende voordat ze uiteindelijk worden herenigd en de liefde kunnen bedrijven. De christelijke apocriefe handelingen verdraaien deze kenmerken echter: de rijkdom en schoonheid van deze wereld moeten geminacht worden en iedere seksuele activiteit wordt veroordeeld als 'onzuiver', ten gunste van liefde voor God en voorbereiding op het hemelse leven na de dood.:0:18
Vijf van de niet-canonieke handelingen zijn vrijwel compleet overgeleverd, namelijk de Handelingen van Johannes, Petrus, Paulus, Andreas en Tomas. Een groot aantal andere narratieven bestaat alleen in fragmenten.:6:22

## Lijst van handelingen
De volgende lijst is niet uitputtend.
- Handelingen van Andreas, ca. 180 in het Grieks,[6] gereconstrueerd van Griekse, Latijnse, Koptische en Armeense fragmenten
- Handelingen van Andreas en Bartholomeüs, 5e eeuw in het Grieks[7]
- Handelingen van de Apostelen, canoniek, ca. 80 of 85 in het Grieks[3]:3:45
- Handelingen van Barnabas, 5e eeuw in Grieks[8]
- Handelingen van Johannes, late 2e eeuw in het Grieks[3]:8:23
- Handelingen van Mar Mari, ca. 600–650 CE in het Syrisch[9]
- Handelingen van de Martelaren, verzamelnaam voor een groep geschriften die het martelaarschap van verscheidene apostelen beschrijven
- Handelingen van Paulus, een verzameling van vier teksten die hoofdzakelijk bekend zijn vanuit Griekse handschriften van ca. 160 CE[10]
  - Handelingen van Paulus en Thekla, sommige onderzoekers beschouwen dit als een 1e-eeuwse tekst die later aan de "Handelingen van Paulus"-verzameling werd toegevoegd.[11]
- Handelingen van Petrus, tweede helft van de 2e eeuw in het Grieks, waarschijnlijk in Klein-Azië[12]
- Handelingen van Petrus en Paulus, ca. 450–550 in het Latijn en het Grieks[13]
- Handelingen van Petrus en de Twaalf, 2e of 3e eeuw in het Grieks en het Koptisch[14]
- Handelingen van Filippus, midden tot eind 4e eeuw in het Grieks; er bestaan Koptische vertalingen[15]
- Handelingen van Pilatus, midden 4e eeuw in het Grieks[16]
- Handelingen van Tomas, voor 240 in het Syrisch en het Grieks[17]
- Handelingen van Timoteüs, late 4e of 5e eeuw in het Grieks[18]